# Polycarpaea sumbana
Polycarpaea sumbana är en nejlikväxtart som beskrevs av Bakker. Polycarpaea sumbana ingår i släktet Polycarpaea och familjen nejlikväxter. Inga underarter finns listade i Catalogue of Life.